# مسابقات شنای اقیانوسیه
مسابقات شنا اقیانوسیه (به انگلیسی: Oceania Swimming Championships) مسابقاتی است که در رشتهٔ شنا هر ۲ سال یک بار در منطقه اقیانوسیه برگزار می‌شود.

## مسابقات
| سال  | دوره | شهر                                                           | کشور           | تاریخ              |
| ---- | ---- | ------------------------------------------------------------- | -------------- | ------------------ |
| ۱۹۹۳ | ۱    | نومئا                                                         | کالدونیای جدید |                    |
| ۱۹۹۷ | ۲    | بریزبن                                                        | استرالیا       |                    |
| ۲۰۰۰ | ۳    | کرایست‌چرچ                                                     | نیوزیلند       | ژوئن ۲۱–۲۴، ۲۰۰۰   |
| ۲۰۰۲ | ۴    | نومئا                                                         | کالدونیای جدید | ژوئن ۹–۱۶، ۲۰۰۲    |
| ۲۰۰۴ | ۵    | سووا                                                          | فیجی           | مه ۱۵–۱۹، ۲۰۰۴     |
| ۲۰۰۶ | ۶    | کنز (شنا) پالم کوه، کوئینزلند (آب‌های آزاد) بریزبن (شنا موزون) | استرالیا       | ژوئیه ۷–۱۶، ۲۰۰۶   |
| ۲۰۰۸ | ۷    | کرایست‌چرچ                                                     | نیوزیلند       | ژوئن ۵–۸، ۲۰۰۸     |
| ۲۰۱۰ | ۸    | آپیا                                                          | ساموآ          | ژوئن ۲۱–۲۷، ۲۰۱۰   |
| ۲۰۱۲ | ۹    | نومئا                                                         | کالدونیای جدید | مه ۲۸–ژوئن ۲، ۲۰۱۲ |